# Akbaba, Çaybaşı
Akbaba là một xã thuộc huyện Çaybaşı, tỉnh Ordu, Thổ Nhĩ Kỳ. Dân số thời điểm năm 2010 là 453 người.